# Juan Delgado González
Juan Evangelista Delgado González (27 de diciembre de 1868 - 23 de abril de 1898) fue un militar cubano. Alcanzó el grado de Coronel del Ejército Libertador de su país. Fue el oficial cubano que dirigió al grupo de mambises que rescataron los cadáveres del mayor general Antonio Maceo y del capitán Francisco Gómez Toro en San Pedro, el 7 de diciembre de 1896.

## Orígenes
Nació en la finca El Bosque, del barrio Beltrán, en Bejucal, municipio de la antigua provincia La Habana, actual provincia Mayabeque, el 27 de diciembre de 1868.
Siendo el mayor de cuatro hermanos varones, hijos de campesinos, sus hermanos se llamaban Donato, Ramón y Simón. Sostuvo una relación romántica con la joven viuda Dolores Pastrana, con quien se comprometió para casarse cuando terminara la guerra, cosa que nunca ocurrió por la muerte en combate del Coronel Delgado.

## Guerra Necesaria (1895-1898)
Se incorporó al Ejército Libertador el 13 de enero de 1896, uniéndose al contingente invasor en la zona de Bejucal. Al siguiente día el mayor general Máximo Gómez lo nombró capitán reclutador para organizar una unidad de combate.
Entre sus primeros combates se encuentran el del ingenio Mi Rosa y en la toma del fuerte Vigoa, en el poblado de Wajay, a las afueras de La Habana. Dirigió el regimiento de caballería de Santiago de las Vegas, posteriormente llamado regimiento de caballería Mayía.
Combatió igualmente en las regiones de San Antonio de los Baños, Santiago de las Vegas, El Rincón, Bejucal, La Salud, Quivicán, San Felipe, Managua, Boyeros, Calabazar, Arroyo Naranjo y El Calvario.
Otros combates donde participó fueron Gavilán (2 de junio de 1896), Morales (29 de mayo de 1896), Santa Bárbara (2 de julio de 1896), La Eulalia (27 de julio de 1896), El Volcán (5 de mayo de 1896), Cervantes (24 de agosto de 1896), Lomas de Pacheco (25 de agosto de 1896), Galera (28 de agosto de 1896) y El Volcán (3 de septiembre de 1896).
Macheteó a la guerrilla de Calabazar el 22 de septiembre de 1896 y aniquiló a la guerrilla de Quivicán, en Toledo Viejo el 27 de septiembre de 1896.
Más adelante, combatió en Lealtad (9 de octubre de 1896), La Gloria (10 y 15 de octubre de 1896), Lago (12 de octubre de 1896), Coca (13 de octubre de 1896), Esperanza (16 de octubre de 1896). Aniquiló la guerrilla de El Rincón, en La Luisa el 25 de octubre de 1896.
Siguió combatiendo en lugares como El Volcán (16 de diciembre de 1896), donde resultó herido en una rodilla combatiendo a la guerrilla de Managua y El Plátano (diciembre de 1896).
Posteriormente, el 8 de mayo de 1897 atacó la pequeña ciudad de Bejucal. Peleó en La Pita (27 de marzo de 1897), Barreto (28 de marzo de 1897), Loma del Hambre (4 de abril de 1897) y Maurín (27 de junio de 1897).
Una de sus acciones más osadas fue el asalto a la ciudad de Marianao, muy próxima a la capital del país, el 28 de julio de 1897. Luego participó en las acciones de San Pedro y Lomas de Ramón el 22 de septiembre de 1897.

## Muerte

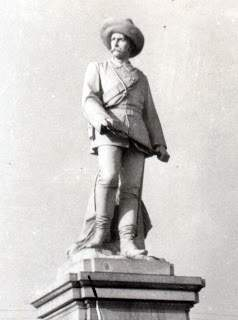
Estatua de Juan Delgado en Santiago de las Vegas.

El 10 de abril de 1898 el gobierno español decretó un armisticio, que no fue reconocido por los independentistas cubanos. Confiado por la aparente tranquilidad en su zona de operaciones, el Coronel Delgado se encontró con sus padres y otros familiares el 22 de ese mes, en su campamento de Govea, en Bejucal.
Luego de la reunión, se dirigió a la finca de su prometida Dolores Pastrana, únicamente acompañado de su escolta y sus hermanos, el comandante Donato Delgado y el capitán Ramón Delgado, no más de 20 hombres en total. Acampando el día 23 de abril en esa finca, cerca de El Cano, el pequeño grupo fue sorprendido por fuerzas enemigas muy superiores en número.
El pequeño grupo se batió en retirada, dispersándose. En la confusión del combate cayeron los tres hermanos Delgado: Juan, Donato y Ramón. Habiendo perdido sus caballos, fueron heridos de bala y rematados a machetazos por las tropas enemigas, quienes posteriormente exhibieron los cadáveres mutilados en los poblados cercanos.

## Ascensos y honores
Fue ascendido a capitán el 14 de enero de 1896; a comandante el 28 de abril de 1896; a teniente coronel el 1 de julio de 1896; y a coronel el 15 de octubre de 1897. Cuando murió había sido propuesto, por el mayor general Mayía Rodríguez, para ser ascendido a general de brigada.
0

## Reconocimientos
- Es considerado el "Patriota Insigne" de la Provincia de Mayabeque.[4]
- Actualmente, una calle de La Habana lleva su nombre.
- Existe una estatua de mármol erigida en su memoria en la plaza principal de Santiago de las Vegas.[5]
- En su pueblo natal Bejucal se erige un monumento en la plaza que lleva su nombre.[6] Se ubica el frente de la Iglesia parroquial Santos Felipe y Santiago de Bejucal.
- En terrenos de la antigua finca “Pastrana”, ubicada en El Wajay - Boyeros, el sitio de la emboscada donde muere junto a sus hermanos, se ha erigido un monumento develado el 5 de septiembre de 1954 en memoria de Juan Delgado y sus hermanos (Ramón y Donato). La obra escultórica fue realizada por el escultor cubano Arnold F. Serrú Hidalgo.

- Es considerado el "Patriota Insigne" de la Provincia de Mayabeque.[4]
- Actualmente, una calle de La Habana lleva su nombre. Se inicia en la intersección con la calle General Lee (barrio de Santo Suárez) hasta la calle San Miguel en 10 de Octubre. Se extiende por 1,87 km, atravesando el barrio de La Víbora.
- Existe una estatua de mármol erigida en su memoria en la plaza principal de Santiago de las Vegas.[5]
- En su pueblo natal Bejucal se erige un monumento en la plaza que lleva su nombre.[6] La obra "Al Coronel Juan Delgado" fue realizada por el escultor cubano Arnold F. Serrú Hidalgo, en el año 1961. Se ubica el frente de la Iglesia parroquial Santos Felipe y Santiago de Bejucal.
- En terrenos de la antigua finca “Pastrana”, el sitio de la emboscada donde muere junto a sus hermanos, ubicada en El Wajay - Boyeros, se ha erigido un monumento develado el 5 de septiembre de 1954 en memoria de Juan Delgado y sus hermanos (Ramón y Donato). La obra fue realizada por el escultor cubano Arnold F. Serrú Hidalgo.[7]